# Травников, Константин Авксентьевич
Травников, Константин Авксентьевич (04.07.1874 — после 1920) — русский военный деятель, генерал-майор (1917), участник Белого движения.
Родился 4 июля 1874. Сын чиновника, уроженец Гродненской губернии. Окончил курс 6-й Варшавской гимназии и военно-училищные курсы при Киевском пехотном юнкерском училище.
Офицер с 1895. В апреле 1915 подполковник (позже полковник) 4-го Сибирского стр. полка, командир 61-го Сибирского стр. полка, затем — бригады 2-й Сибирской стр. дивизии. Генерал-майор (31 августа 1917). После Октябрьской революции служил в белой армии
После установления в Приморье власти Временного правительства — комендант крепости Владивосток. С 16 декабря 1920 по 19 февраля 1921 — (Приказ ДРВ — Дальне-Восточной Республики №116 от 16 декабря 1919 г.), Главнокомандующий войсками Приморской области и ДВР. Приказом Главнокомандующего сухопутным и морским силам Временного правительства Дальнего Востока от 12 декабря 1920 объявлена благодарность. Впоследствии был заменён большевиком А. П. Лепехиным.
Фактически последний главнокомандующий Русской Армией. г. Владивосток — 1920—1921 гг. Награждён 6 апреля 1915 (подполковник)орденом Св. Георгия 4-ст. и Георгиевским оружием — 26 сентября 1916 г.